# Lars Lunding Andersen
Lars Lunding Andersen (født 2. januar 1949, død 27. august 2023) var en dansk zoolog, cand.scient i biologi og tidligere administrerende direktør i København Zoo 1994-2011.
Lunding Andersen var først i 1970'erne med til at opbygge Skoletjenesten på Zoologisk Museum i København og blev i 1974 headhuntet til København Zoo. Her var han først leder af Zoo-skoletjenesten (1974-1980) og herefter chef for Zooets oplysnings- og udstillingsafdelingen (1980-1994). Han blev derefter administrerende direktør (1994-2011). Han var formand for ”Rådet for Zoologiske Anlæg” (2013-2016), der vejleder kulturministeren.